# Trollkäringtjärnen, Härjedalen
Trollkäringtjärnen är en sjö i Härjedalens kommun i Härjedalen och ingår i Ljusnans huvudavrinningsområde. Sjön har en area på 0,159 kvadratkilometer och ligger 745,3 meter över havet.

## Delavrinningsområde
Trollkäringtjärnen ingår i det delavrinningsområde (692108-134691) som SMHI kallar för Utloppet av Trollkäringtjärnen. Medelhöjden är 761 meter över havet och ytan är 0,51 kvadratkilometer. Det finns inga avrinningsområden uppströms utan avrinningsområdet är högsta punkten. Vattendraget som avvattnar avrinningsområdet har biflödesordning 3, vilket innebär att vattnet flödar genom totalt 3 vattendrag innan det når havet efter 375 kilometer. Avrinningsområdet består mestadels av skog (69 procent). Avrinningsområdet har 0,16 kvadratkilometer vattenytor vilket ger det en sjöprocent på 30,9 procent.